# Estância de Esqui de Sälen

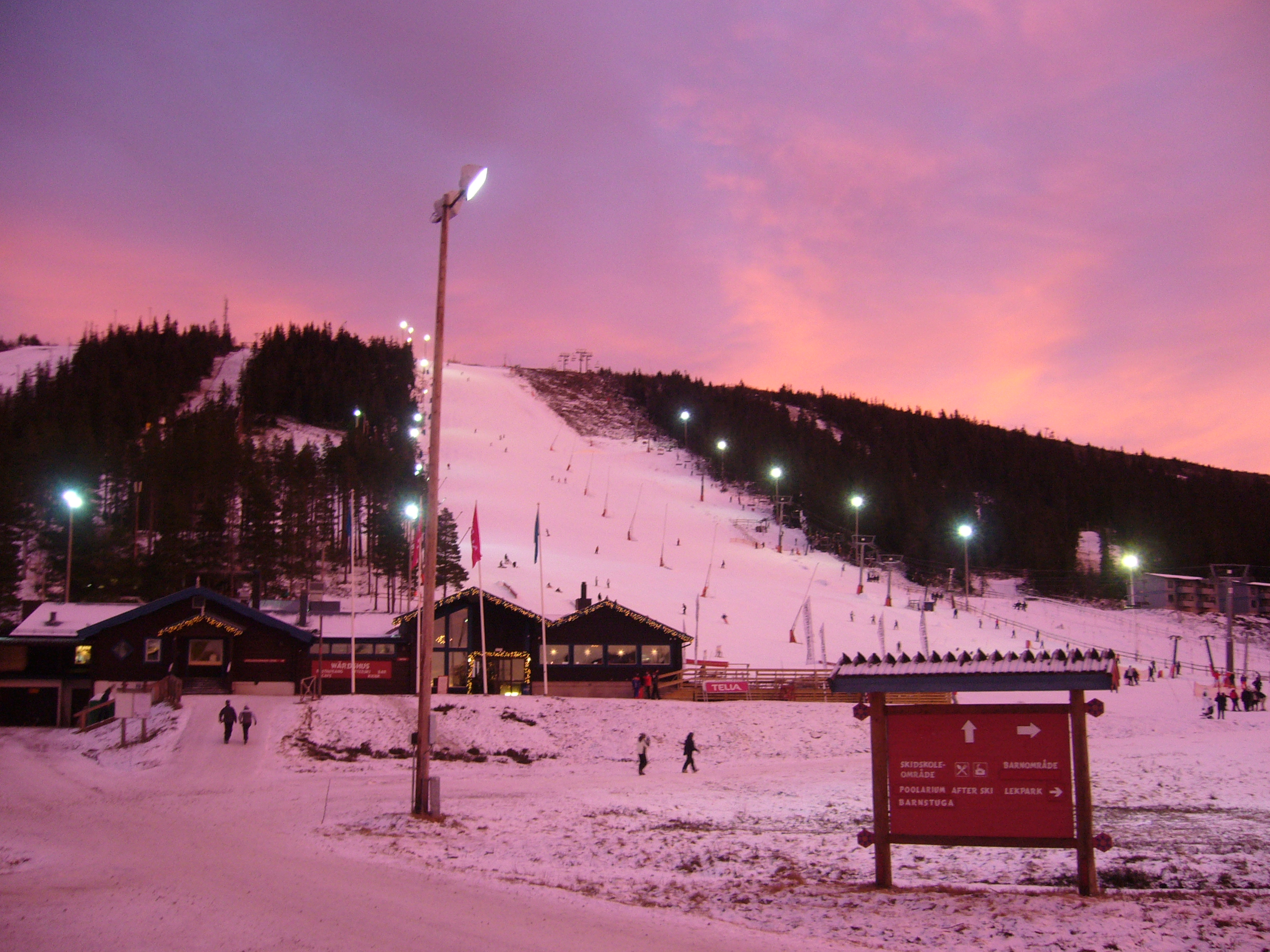
Pista de slalom de Sälen.

A Estância de Esqui de Sälen é uma estância de esqui situada em Sälen, na proximidade de Mora, dentro do município de Malung-Sälen, província histórica de Dalecárlia, Suécia.

## Comunicações
- Aeroporto mais próximo - Mora
- Estações ferroviárias mais próximas - Mora e Malung